# 阿诺尔德·卡德莱茨
阿诺尔德·卡德莱茨（捷克語：Arnold Kadlec，1959年1月8日—），捷克男子冰球运动员。他曾代表捷克斯洛伐克参加1980年和1984年冬季奥林匹克运动会冰球比赛，其中1984年冬季奥运会获得一枚银牌。